# Basket Osasco
O Basket Osasco é um clube de basquetebol brasileiro com sede na cidade de Osasco, no estado de São Paulo. Foi fundado em 24 de agosto de 2012 sob a coordenação de João Ricardo Lourenço, obtendo destaque em competições regionais e ascendendo ao cenário estadual. O clube conquistou o título da Copa São Paulo de 2020.

## História
O projeto do Basket Osasco teve início em 2012 (à época, como Basquete Osasco) e contou com a coordenação de João Ricardo Lourenço. Sob o comando técnico de Ênio Vecchi, o clube cresceu no cenário estadual e obteve conquistas regionais. Em 2014, foi vice-campeão do Campeonato Estadual da 1.ª Divisão, a divisão de acesso do Campeonato Paulista, perdendo a série decisiva para o Jacareí.
Em novembro de 2019, a equipe mudou a grafia para Basket Osasco e anunciou a entrada no cenário nacional do basquetebol, confirmando a participação do Campeonato Brasileiro de Clubes, a segunda divisão nacional. No entanto, a competição foi cancelada devido à pandemia de COVID-19. No ano seguinte, o clube venceu o Tatuí pelo placar de 88–61 e conquistou a Copa São Paulo, o primeiro título de sua história.

## Títulos
Nacionais
- Campeonato Brasileiro de Clubes de Basquete Masculino[10]

Estaduais
- Copa São Paulo: 2020.[7]